# Elecciones municipales de Guayaquil de 1996
Las elecciones municipales de Guayaquil de 1996 se llevaron a cabo como parte de las Elecciones seccionales de Ecuador del mismo año, y tuvieron lugar el 19 de mayo. El ganador de la contienda por la alcaldía fue el entonces burgomaestre y expresidente de la república, el socialcristiano León Febres-Cordero Ribadeneyra, por una amplia diferencia a su contendor, el roldosista Alfredo Adum Ziade.

## Elecciones de concejales cantonales
Se eligieron 8 concejales cantonales:
- Partido Social Cristiano:

1. Luis Chiriboga Parra
2. César Rodríguez B.
3. Henry Raad Antón
4. José Plaza Luque
5. Julio Antonio Hidalgo
6. José Luis Carrera

- Partido Roldosista Ecuatoriano:

1. Leonidas Plaza Verduga
2. Omar Quintana